# هیستی (آرکانزاس)
هیستی (به انگلیسی: Hasty) یک منطقهٔ مسکونی در ایالات متحده آمریکا است که در شهرستان نیوتون، آرکانزاس واقع شده‌است. هیستی ۳۷۳٫۹۹ متر بالاتر از سطح دریا واقع شده‌است.